# Marracos
Marracos település Spanyolországban,  Zaragoza tartományban. Marracos Alcalá de Gurrea, Lupiñén-Ortilla, Gurrea de Gállego, Luna és Piedratajada községekkel határos. Lakosainak száma 85 fő (2024).

## Népesség
A település népessége az utóbbi években az alábbiak szerint változott:
| Lakosok száma | 117  | 111  | 114  | 104  | 106  | 97   | 89   | 86   | 91   | 85   |
|               | 2001 | 2004 | 2007 | 2009 | 2012 | 2014 | 2017 | 2019 | 2022 | 2024 |